# Qualificazioni alla Coppa CEDEAO 1991
Sono elencate di seguito le date e i risultati per le qualificazioni alla Coppa CEDEAO 1991.

## Formula
5 membri CEDEAO: Costa d'Avorio (come paese ospitante) e Nigeria (come detentore del titolo) sono qualificati direttamente alla fase finale. Rimangono 3 squadre per 1 posto disponibile per la fase finale: le qualificazioni si dividono in due turni.
- Primo Turno - 2 squadre, giocano playoff di andata e ritorno. La vincente si qualifica alla fase finale, la perdente accede al secondo turno.
- Secondo Turno - 2 squadre, giocano playoff di andata e ritorno. La vincente si qualifica alla fase finale.

## Primo Turno
| 5 maggio 1991 | Senegal | 0 – 0 | Costa d'Avorio |  |

| 9 giugno 1991 | Costa d'Avorio | 2 – 0 | Senegal |  |

Senegal qualificato alla fase finale, Costa d'Avorio qualificato al secondo turno.

## Secondo Turno
| 11 agosto 1991 | Benin | 0 – 3 | Costa d'Avorio |  |

| 9 settembre 1991 | Costa d'Avorio | 1 – 0 | Benin |  |

Costa d'Avorio qualificato alla fase finale.